# Urban Outfitters
Urban Outfitters, Inc. američka je multinacionalna tvrtka koja se bavi prodajom odjeće, obuće, modnih dodataka i sličnih proizvoda. Sjedište tvrtke nalazi se u Philadelphiji, Pennsylvania, SAD. Posluje u 11 država koje uključuju SAD, Belgija, Kanada, Danska, Francuska, Njemačka, Irska, Nizozemska, Švedska, UK i Španjolska. Tvrtka upravlja s 5 brendova - Urban Outfitters, Anthropologie, Free People, Terrain i BHLDN. Ovi brendovi zajedno upravljaju s više od 400 trgovina diljem svijeta, a prodaja se vrši i preko web-stranica, mobilnih aplikacija, kataloga i pozivnih centara. Urban Outfitters dostavlja u 132 države svijeta, uključujući Hrvatsku.